# Carte d'identité en Italie
En Italie, la carte d'identité est un document officiel d’identification des Italiens et des étrangers résidant régulièrement en Italie.

## Description
La carte d'identité électronique remplace la carte d'identité en papier à partir de la promulgation de l'art. 10 du décret législatif 78/2015 (loi du 6 août 2015, n. 125).
Le processus de remplacement est entamé le 4 juillet 2016. La totalité des communes italiennes accède au format électronique avant la moitié de 2018.
Les citoyens résidant à l'étranger reçoivent uniquement la carte d'identité électronique
Le texte de la carte est en italien et anglais. Les langues minoritaires coofficielles sont ajoutées après l'anglais (ou avant pour l'allemand) dans les régions autonomes concernées :
- le français en Vallée d'Aoste ;
- l'allemand dans la province autonome de Bolzano ;
- le slovène dans les communes bilingues de la région Frioul-Vénétie Julienne.

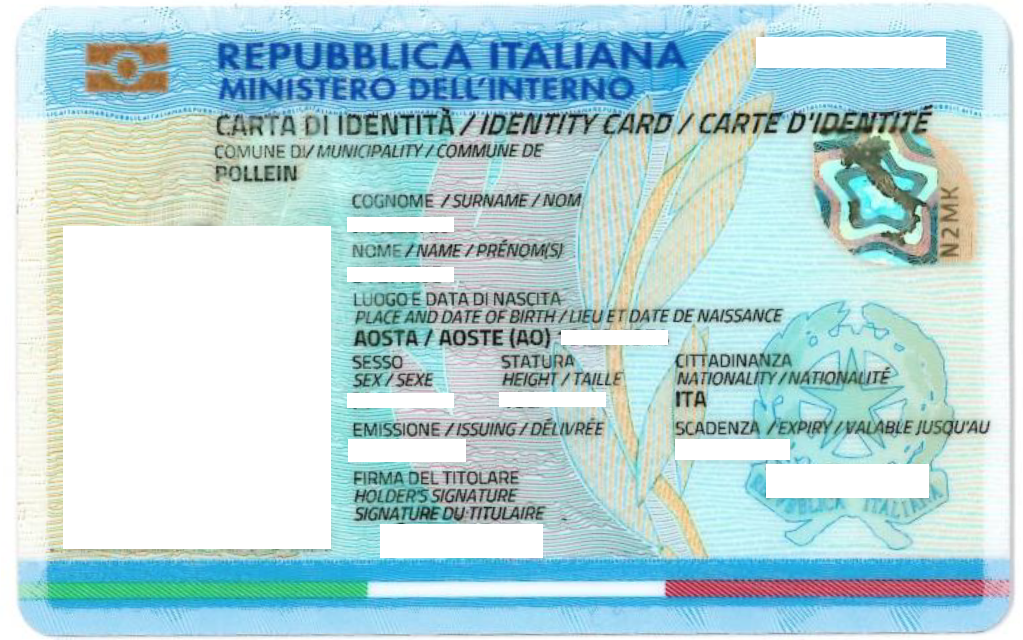
Recto - Carte d'identité électronique italien/anglais/français) de la Vallée d'Aoste.
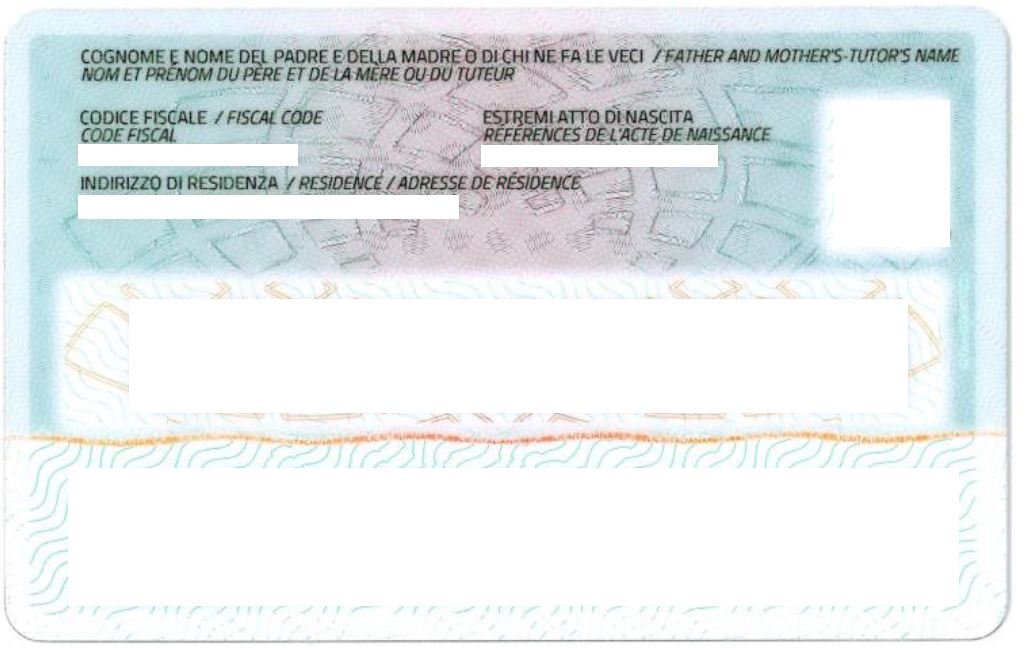
Verso - Carte d'identité électronique italien/anglais/français) de la Vallée d'Aoste.

## Exigences de la photographie biométrique
- La photo doit être avec des couleurs
- Le fond doit être blanc
- La taille de la photo doit être 35 × 45 mm
- Le couvre-chef ne peut être utilisé que pour des raisons religieuses
- Doit être pris au cours des six derniers mois
- Les lunettes doivent être retirées lors de la prise de la photo